# Ellenzéki Platform – Az Életért
Az Ellenzéki Platform – Az Életért (ukránul: Опозиційна платформа — За життя) politikai párt volt Ukrajnában 2018 decembere és 2022 júniusa között. A párt eredetije az Centr Összukrajnai Szövetség volt, amely 1999 és 2016 között létezett. A pártnak három elnöke van: Vadim Rabinovics, Viktor Medvedcsuk és Jurij Bojko. Utóbbi elindult a 2019-es ukrajnai elnökválasztáson is, ahol az első fordulóban negyedik helyen végzett, így nem jutott tovább a választás második fordulójába. Szintén 2019-ben a párt a második helyen végzett a A Nép Szolgája mögött a parlamenti választásokon.
A párt működését 2022. június 20-án betiltották, a pártot feloszlatták.

## Választási eredmények
| Választás | Szavazatok száma | Szavazatok aránya | Mandátumok száma | Mandátumok aránya | Parlamenti szerepe |
| --------- | ---------------- | ----------------- | ---------------- | ----------------- | ------------------ |
| 2019-es   | 1 098 087        | 13,05%            | 43               | 9,46%             | ellenzék           |